# Józef Zych
Józef Zych (Giedlarowa, 23 marzo 1938) è un politico e giurista polacco, Maresciallo del Sejm dal 3 marzo 1995 al 19 ottobre 1997.